# Neale Donald Walsch
Neale Donald Walsch (ur. 10 września 1943 w Milwaukee w stanie Wisconsin w USA) – amerykański radiowiec, pisarz, dziennikarz, były pracownik sfery public service, znany jako autor Rozmów z Bogiem  napisanych – według autora – pismem automatycznym. Walsch ma korzenie polskie, zarówno od strony ojca, jak i matki (pierwotne nazwisko Wasielewski).

## Wybrane dzieła
Seria With God: 
- Rozmowy z Bogiem, T. 1, 1995
- Rozmowy z Bogiem, T. 2, 1997
- Rozmowy z Bogiem, T. 3, 1998
- Conversations with God: Awaken the Species, T. 4, 2017
- Przyjaźń z Bogiem
- Wspólnota z Bogiem
- Chwile Łaski
- Tomorrow’s God
- What God Wants
- Home with God

Siedem książek z tej serii znalazło się na liście bestsellerów New York Times.
Inne tytuły:
- When Everything Changes Change Everything, 2010
- The Storm Before the Calm, 2011
- The Only Thing That Matters, 2012
- What God Said, 2013
- You've Got Me All Wrong, 2014
- The God Solution, 2020

Tematyka książek to: obiektywna prawda, ezoteryka, człowiek, społeczeństwo i wszechświat.
Humanity´s Team
Ruch jest inspirowany książką Neala Donalda Walscha „Rozmowy z Bogiem”.
Humanity’s Team (HT) to aktywny na całym świecie ruch duchowy i obywatelski za prawa duszy. Bierze pod uwagę odmienności społeczne i kulturowe, zawsze stwarza przestrzeń dla rozwoju Nowej duchowości. HT jest otwarty i transparentny w swych działaniach i finansach. Jego członkowie zawsze postępują ze świadomością, że są częścią jednej całości. „Pięć kroków“ służy im jak kotwica do osiągnięcia pokoju we wszystkim czym są i co robią.